# Fernando de Almeida (velocista)
Fernando de Almeida (São Caetano do Sul, 3 de agosto de 1985) é um velocista brasileiro.

## Carreira
Competiu nos Jogos Olímpicos de Verão de 2008 em Pequim, na China, na modalidade de 400 metros rasos, tendo sido eliminado na primeira prova.
Fernando treina no clube da Bolsa de Mercadorias e Futuros (BM&F) e disputou a sua primeira grande competição nos Jogos Pan-Americanos do Rio de Janeiro, em 2007, quando chegou à final do revezamento 4x400 m em que a equipe brasileira ficou com o 6º lugar.